# 武田誠三
武田 誠三（たけだ せいぞう、1915年10月26日 - 1996年10月26日）は、日本の農林官僚。日本中央競馬会理事長を務めた。東京都出身。

## 経歴
1939年に東京帝国大学法学部を卒業し、同年に農林省に入省。1965年6月に食糧庁長官、1966年7月に農林事務次官、1971年2月に農林漁業金融公庫総裁を歴任し、1978年6月に日本中央競馬会理事長に就任し、1983年10月には日本銀行政策委員に就任。1987年2月に第2次臨時行政改革推進審議会委員に就任。
1987年11月に勲一等瑞宝章を受章した。
1996年10月26日膀胱癌のために死去。81歳没。